# Margaretamys christinae
Margaretamys christinae (Mortelliti, Castiglia, Amori, Maryanto & Musser, 2012) è un roditore della famiglia dei Muridi endemico dell'Isola di Sulawesi.

## Descrizione

### Dimensioni
Roditore di piccole dimensioni, con la lunghezza della testa e del corpo di 111 mm, la lunghezza della coda di 175 mm, la lunghezza del piede di 20 mm, la lunghezza delle orecchie di 24,5 mm e un peso fino a 49 g.

### Aspetto
La pelliccia è lunga, soffice e densa. Le parti dorsali sono fulvo-brunastre scure, mentre le parti ventrali sono giallo-grigiastre, eccetto il mento e la gola che sono bianco-grigiastre. Il muso è bianco-grigiastro, mentre non è presente alcuna maschera facciale più scura. Le vibrisse sono lunghe. Le orecchie sono grandi, marroni e prive di peli. Il dorso delle zampe è marrone, mentre le dita sono bianche. La coda è più lunga della testa e del corpo, è bruno-grigiastra, con l'estremità bianca e ricoperta di scaglie, ognuna corredata da tre piccoli peli che diventano sempre più lunghi verso l'estremità della coda, dove formano un ciuffo terminale.

## Biologia

### Comportamento
È una specie arboricola e notturna.

### Alimentazione
Probabilmente si nutre di frutta e di insetti come le altre forme di Margaretamys.

## Distribuzione e habitat
Questa specie è conosciuta soltanto sui monti Mekongga, nella parte sud-orientale dell'isola di Sulawesi.
Vive nelle foreste pluviali tropicali a circa 1.500 metri di altitudine. 

## Conservazione
Questa specie, essendo stata scoperta solo recentemente, non è stata sottoposta ancora a nessun criterio di conservazione.